# Ozawkie
Ozawkie är en ort i Jefferson County i Kansas. Vid 2020 års folkräkning hade Ozawkie 638 invånare.